# Leistungsmotiv
Das Leistungsmotiv ist eines der am besten erforschten sekundären Motive der Motivationspsychologie. Bei Heinz Heckhausen wird es als das zeitlich überdauernde Bestreben definiert, sich mit Gütestandards auseinanderzusetzen und unter Umständen die eigene Leistung zu erhöhen.
Wer positiv leistungsmotiviert ist, will etwas gut, besser oder am besten machen. Dies kann beispielsweise eine bestimmte Aufgabe, Tätigkeit oder Fertigkeit sein.
Nach traditioneller Auffassung wird das Motiv einer Person durch entsprechende Anreize in der Umwelt „angeregt“. Das Leistungsmotiv wird dann angeregt, wenn die Person die Aussicht hat, sich mit einem Gütestandard messen zu können. Dies führt zu einer Motivation, den Anreiz aufzusuchen oder zu meiden.
Als die beiden wichtigsten Teilkomponenten der Leistungsmotivation werden die Erfolgszuversichtlichkeit (Hoffnung auf Erfolg) und Misserfolgsängstlichkeit (Furcht vor Misserfolg) angesehen.